# Jenne De Potter
Jenne De Potter (Zottegem, 8 oktober 1979) is een Belgisch politicus voor CD&V, die onder meer burgemeester van Zottegem en parlementslid werd.

## Levensloop
De Potter studeerde in 2002 af als licentiaat in de rechten, gespecialiseerd in sociaal recht en economisch recht, en voltooide in 2003 een aanvullende opleiding in de criminologie aan de Universiteit van Gent. Daarna werkte hij van 2004 tot 2005 als juridisch adviseur bij het sociaal secretariaat ADMB en was hij van 2005 tot 2007 wetenschappelijk medewerker bij de CD&V-fractie in de Kamer van volksvertegenwoordigers. Ook was hij van 2010 tot 2011 kabinetsmedewerker van premier Yves Leterme.
Op 6 oktober 2006 was hij voor de eerste keer verkiezingskandidaat: hij nam deel aan de gemeentelijke stembusslag en raakte verkozen vanop de negende plaats. Bij de federale verkiezingen van 2007 stond hij ook op de lijst, ditmaal als tweede opvolger voor CD&V/N-VA in Oost-Vlaanderen. Op 17 januari 2008 volgde hij Peter Leyman op als lid van de Kamer van volksvertegenwoordigers. De Potter werkte er vooral rond thema's als ambtenarenzaken, de NMBS, mobiliteit en fiscaliteit. Na de federale verkiezingen van 2010 volgde hij in december 2011 Pieter De Crem op in de Kamer en bleef er zetelen tot in 2014. Bij de Vlaamse verkiezingen van 25 mei 2014 stond hij als eerste opvolger op de Oost-Vlaamse CD&V-lijst. Eind juli 2014 volgde hij Vlaams minister Joke Schauvliege op als Vlaams volksvertegenwoordiger. Hij bleef dit mandaat uitoefenen tot begin februari 2019, toen Joke Schauvliege ontslag nam als Vlaams minister. Als Vlaams Parlementslid zetelde hij in de commissies Onderwijs en Algemeen Beleid, Financiën en Begroting.
Van december 2009 tot december 2012 was De Potter ook schepen in Zottegem, verantwoordelijk voor Sociale Zaken, Bevolking, Burgerlijke Stand en Ontwikkelingssamenwerking. Bij de gemeenteraadsverkiezingen in 2012 kreeg De Potter 2.765 voorkeurstemmen. In een coalitie met sp.a werd hij benoemd tot burgemeester.
Na de gemeenteraadsverkiezingen van oktober 2018 sloot zijn partij CD&V een bestuursakkoord met N-VA. De Potter, die 2.622 voorkeurstemmen had behaald, was tot 31 december 2021 burgemeester van Zottegem en maakte daarna plaats voor N-VA'ster Evelien De Both. Van januari 2022 tot januari 2025 was Jenne De Potter voorzitter van het Zottegemse Bijzonder comité voor de sociale dienst (OCMW) en schepen van Sociale Zaken, Tewerkstelling en Huisvesting. Nadien werd hij in januari 2025 in het nieuwe gemeentebestuur van N-VA, CD&V en het liberale Positief schepen van Erfgoed, Leefmilieu, Mobiliteit en Ontwikkelingssamenwerking.